# Casos de abuso sexual contra Harvey Weinstein

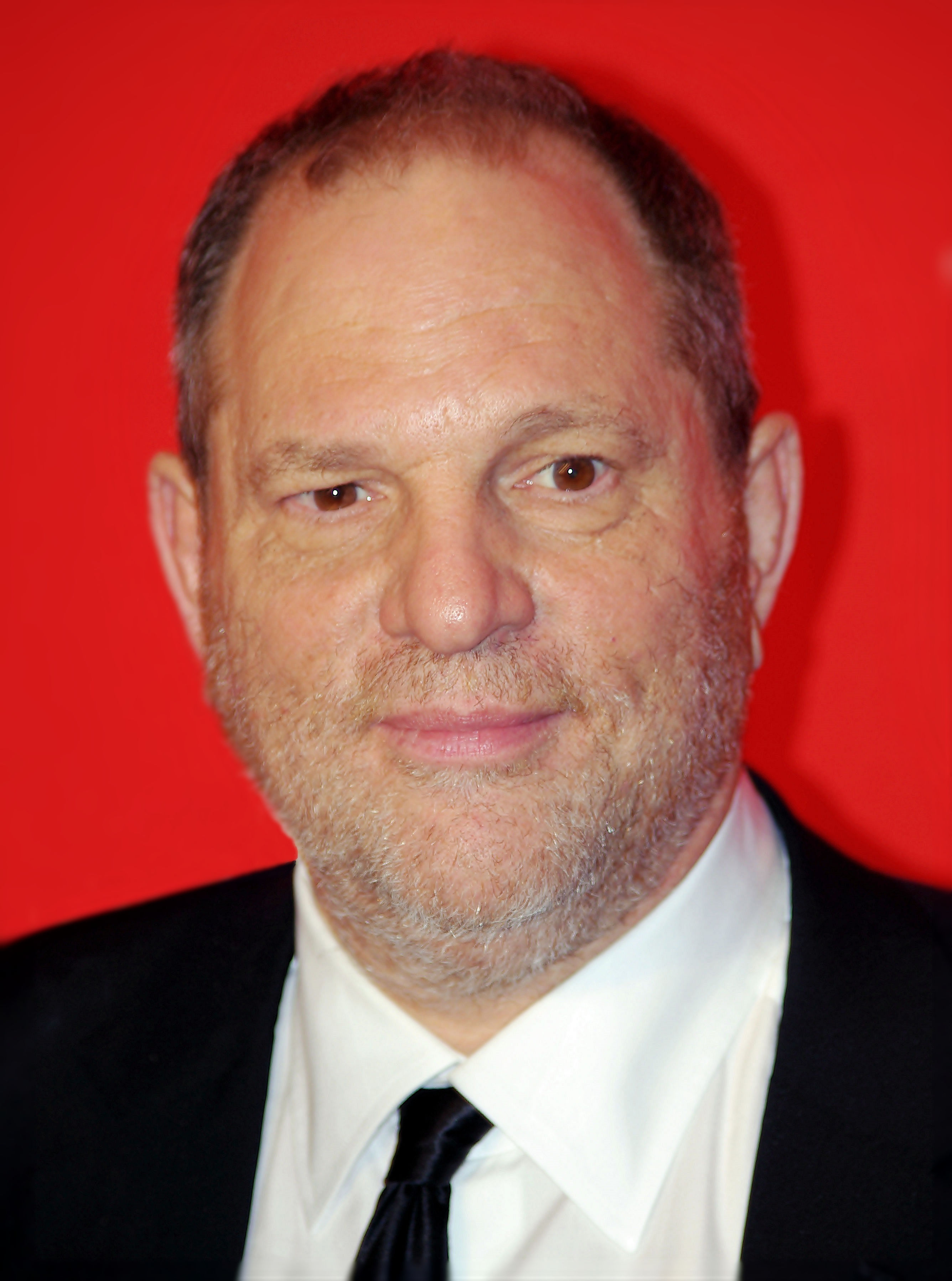
Harvey Weinstein en 2011.

Los casos de abuso sexual cometidos por Harvey Weinstein son casos reportados en octubre de 2017 por The New York Times y The New Yorker, que informaron que docenas de mujeres acusaron al productor de cine estadounidense Harvey Weinstein de acoso sexual, agresión sexual o violación. Más de 80 mujeres en la industria del cine reportaron posteriormente experiencias similares con Weinstein, que negó «cualquier sexo no consentido».
Poco después de que se publicaran las acusaciones, Weinstein fue despedido de su compañía, The Weinstein Company, y expulsado de la Academia de Artes y Ciencias Cinematográficas y otras asociaciones profesionales. Investigaciones criminales sobre las quejas de al menos seis mujeres están en curso en Los Ángeles, Nueva York y Londres. El 24 de febrero de 2020, un jurado encontró a Weinstein culpable de violación en tercer grado y un acto sexual criminal, y no culpable de tres cargos, incluidos dos cargos más graves de agresión sexual predatoria.
El escándalo provocó muchas acusaciones similares contra hombres poderosos en todo el mundo, y condujo a la expulsión de muchos de ellos de sus posiciones. Condujo a un gran número de mujeres a compartir sus propias experiencias de agresión sexual, acoso o violación en las redes sociales bajo el hashtag #MeToo. El impacto del escándalo pasó a llamarse el «efecto Weinstein».

## Antecedentes
Harvey Weinstein y su hermano, Bob Weinstein, formaron la compañía de producción cinematográfica Miramax, que dirigieron entre 1979 y 2005. En marzo de 2005, los Weinstein fundaron The Weinstein Company y partieron de Miramax ese septiembre.
Rumores de las prácticas de «casting de sofá» de Harvey Weinstein habían estado circulando en Hollywood durante años, y las figuras de entretenimiento a veces hacían alusión a ellos. Después de que se publicaron las acusaciones, el director Quentin Tarantino dijo que había sabido de Weinstein acosando a actrices durante décadas y lo había confrontado al respecto. En 1998, Gwyneth Paltrow dijo en Late Show with David Letterman que Weinstein «te obligará a hacer una cosa o dos». En 2005, Courtney Love aconsejó a las actrices jóvenes en una entrevista: «Si Harvey Weinstein te invita a una fiesta privada en el Four Seasons, no vayas». En 2010, un artículo titulado «Harvey's Girls» («Las chicas de Harvey») para Pajiba aludió a la reputación de «casting couch» de Weinstein: «Cada pocos años, Harvey escoge a una niña nueva como su mascota». En 2012, un personaje de la serie de televisión 30 Rock dijo: «No temo a nadie en el mundo del espectáculo, rechacé tener relaciones sexuales con Harvey Weinstein en no menos que tres ocasiones… de cinco». En la ceremonia de los Óscar de 2013, el anfitrión Seth MacFarlane bromeó al anunciar a las nominadas a la Mejor Actriz de Reparto: «Felicitaciones, ustedes cinco mujeres ya no tienen que pretender sentirse atraídas por Harvey Weinstein».
Periodistas escribieron o intentaron escribir sobre el comportamiento de Weinstein. David Carr descubrió que nadie presuntamente agredida por Weinstein hablaría en el registro; Ken Auletta y sus editores decidieron que no podían mencionar una acusación de agresión sin la cooperación de la víctima. En 2015, Jordan Sargent escribió en su artículo de Gawker «Tell Us What You Know About Harvey Weinstein's "Open Secret"» («Dinos lo que sabes sobre el 'secreto abierto' de Harvey Weinstein») que «los rumores del poderoso productor aprovechándose de su poder industrial para satisfacción sexual—consensual o de otro tipo—han tendido a permanecer fuera del aire, limitados a una conversación en silencio y a sórdidos chismorreos en hilos de comentarios». The New York Times luego declaró que Weinstein había construido un «muro de invulnerabilidad», en parte debido a activismo político.
En 2015, The New York Times informó que Weinstein fue interrogado por la policía «después de que una mujer de 22 años lo acusó de haberla tocado inapropiadamente». La mujer, la modelo italiana Ambra Gutiérrez, cooperó con el Departamento de Policía de Nueva York para obtener una grabación de audio donde Weinstein admitió haberla tocado inapropiadamente. A medida que la investigación policial progresó y se hizo pública, algunos periódicos sensacionalistas publicaron historias negativas sobre Gutiérrez que la retrataron como una oportunista. American Media, Inc., editorial del National Enquirer, acordó ayudar a suprimir las acusaciones de Gutiérrez y Rose McGowan. El fiscal de distrito de Nueva York, Cyrus Vance Jr., decidió no presentar cargos contra Weinstein, citando pruebas insuficientes de intención criminal, en contra del consejo de la policía local, que consideró que la evidencia era suficiente. La oficina del fiscal de distrito de Nueva York y la policía de Nueva York se culparon mutuamente por no presentar cargos.

## Informes de 2017
Acusaciones sustanciales de conducta sexual inapropiada por parte de Weinstein fueron reportadas por primera vez por las periodistas Jodi Kantor y Megan Twohey en The New York Times el 5 de octubre de 2017. La historia acusó a Weinstein de tres décadas de acoso sexual y pago de ocho acuerdos a actrices y asistentes de producción, empleadas temporales y otros empleadas de Miramax y The Weinstein Company.
El 10 de octubre de 2017, el corresponsal de NBC News, Ronan Farrow, informó en The New Yorker de nuevas acusaciones de que Weinstein había agredido o acosado sexualmente a 13 mujeres, y violado a tres de ellas. Farrow dijo que previamente había querido publicar la historia meses antes con NBC, pero implicó que el canal estaba bajo presión para no publicarla, lo que NBC negó. Según Farrow, 16 ejecutivos o asistentes anteriores o actuales relacionados con Weinstein dijeron que habían sido testigos o habían sido informados de avances sexuales no consentidos de Weinstein para con mujeres. Cuatro actrices transmitieron su sospecha de que después de rechazar los avances de Weinstein y quejarse de él, las había abandonado de proyectos o había persuadido a otros para que lo hicieran. Una cantidad de fuentes de Farrow dijeron que Weinstein se había referido a su éxito al plantar historias en los medios acerca de individuos que lo habían cruzado. The New Yorker también publicó una grabación encubierta realizada por la policía local en 2015 en la que Weinstein admite haber manoseado a Gutiérrez.
Farrow informó en noviembre de 2017 que Weinstein, a través del abogado David Boies, empleó a las agencias privadas de inteligencia Kroll, Black Cube y al investigador privado Jack Palladino para espiar e influir en las presuntas víctimas de Weinstein y los periodistas que investigaban a Weinstein, para evitar que su conducta se hiciera pública.

## Supervivientes
Después de que se publicaran los informes iniciales, más de 80 mujeres acusaron a Weinstein de acoso sexual, agresión sexual o violación. Un grupo de ellas, dirigido por Asia Argento, publicó una lista de más de 100 casos de abuso sexual por parte de Weinstein en noviembre de 2017. Los incidentes alegados en la lista datan de 1980 a 2015, e incluyen 18 denuncias de violación.
Según los informes de las mujeres, Weinstein invitaba a jóvenes actrices o modelos a una habitación de hotel u oficina con el pretexto de discutir su carrera, y luego exigía masajes o relaciones sexuales. Les decía que cumplir con sus demandas ayudaría a sus carreras, mencionando repetidamente a Paltrow (sin el conocimiento de la actriz) como alguien con quien afirmó haber tenido relaciones sexuales. Peter Jackson dijo que Miramax lo convenció de no contratar a Mira Sorvino y Ashley Judd, que no cumplieron con Weinstein, en la trilogía cinematográfica de El Señor de los Anillos.
Antiguos colegas y colaboradores de Weinstein dijeron a los periodistas que estas actividades fueron posibles mediante empleados, asociados y agentes que establecieron estas reuniones, y por abogados y publicistas que suprimieron las quejas con pagos y amenazas. Bob Weinstein, por ejemplo, supuestamente estuvo involucrado en tres acuerdos con acusadoras, el primero en 1990. Incluso al menos una alta ejecutiva de Miramax informó haber sido acosada por Weinstein después de ser promovida y elogiada por él; ella y otras empleadas supuestamente descubrieron que el departamento de recursos humanos protegía a Weinstein más que a sus empleados.

### Acoso o agresión sexual
Las mujeres que dijeron haber sido hostigadas o agredidas sexualmente por Weinstein incluyen:
1. Amber Anderson, actriz[28]
2. Lysette Anthony, actriz[29]
3. Asia Argento, actriz y directora[17]
4. Rosanna Arquette, actriz[17]
5. Jessica Barth, actriz[17]
6. Kate Beckinsale, actriz[30]
7. Juls Bindi, masajista[31]
8. Cate Blanchett, actriz[32]
9. Zoë Brock, modelo[33]
10. Cynthia Burr, actriz[34]
11. Liza Campbell, escritora y artista[35]
12. Marisa Coughlan, actriz y escritora[36]
13. Emma de Caunes, actriz[17]
14. Hope Exiner d'Amore, empleada de The Weinstein Company[34]
15. Florence Darel, actriz[37]
16. Cara Delevingne, modelo y actriz[38]
17. Paz de la Huerta, actriz[39]
18. Juliana De Paula, modelo[40]
19. Sophie Dix, actriz[41]
20. Lacey Dorn, actriz y cineasta[34]
21. Kaitlin Doubleday, actriz[42]
22. Dawn Dunning, actriz[43]
23. Lina Esco, actriz y directora[44]
24. Alice Evans, actriz[45]
25. Lucia Evans, anteriormente Lucia Stoller, actriz[17]
26. Angie Everhart, modelo y actriz[46]
27. Claire Forlani, actriz[47]
28. Romola Garai, actriz[48]
29. Louisette Geiss, guionista y actriz[35]
30. Louise Godbold, directora de organización sin fines de lucro[35]
31. Judith Godrèche, actriz[43]
32. Trish Goff, exmodelo, actriz y corredora de bienes raíces[49]
33. Heather Graham, actriz[50]
34. Eva Green, actriz[51]
35. Ambra Gutiérrez, anteriormente Ambra Battilana, modelo[16]
36. Mimi Haleyi, exasistente de producción[52]
37. Daryl Hannah, actriz[53]
38. Salma Hayek, actriz y productora[54]
39. Lena Headey, actriz[55]
40. Lauren Holly, actriz[56]
41. Dominique Huett, actriz[57]
42. Jessica Hynes, actriz[58]
43. Amy Israel, ejecutiva de Miramax[9]
44. Angelina Jolie, actriz y directora[43]
45. Ashley Judd, actriz[16]
46. Minka Kelly, actriz[59]
47. Katherine Kendall, actriz[43]
48. Heather Kerr, actriz[60][61]
49. Mia Kirshner, actriz[62]
50. Myleene Klass, cantante y modelo[16]
51. Laura Madden, empleada de The Weinstein Company[35]
52. Natassia Malthe, actriz[63]
53. Julianna Margulies, actriz[64]
54. Brit Marling, actriz[65][66]
55. Sarah Ann Masse, actriz, comediante y escritora[35]
56. Ashley Matthau, actriz[34]
57. Rose McGowan, actriz[16]
58. Natalie Mendoza, actriz[67]
59. Sophie Morris, asistente administrativa[68]
60. Katya Mtsitouridze, presentadora de televisión y jefa del cuerpo de cine ruso Roskino[69]
61. Emily Nestor, empleada de The Weinstein Company[35]
62. Jennifer Siebel Newsom, documentalista y actriz[70]
63. Connie Nielsen, actriz[71]
64. Kadian Noble, actriz[72]
65. Lupita Nyong'o, actriz[73]
66. Lauren O'Connor, empleada de The Weinstein Company[74]
67. Gwyneth Paltrow, actriz[43]
68. Samantha Panagrosso, exmodelo[75]
69. Zelda Perkins, empleada de The Weinstein Company[35]
70. Vu Thu Phuong, actriz y empresaria[76]
71. Sarah Polley, actriz, escritora y directora[77]
72. Tomi-Ann Roberts, profesora de psicología y exaspirante a actriz[43]
73. Lisa Rose, empleada de Miramax[78]
74. Erika Rosenbaum, actriz[79]
75. Melissa Sagemiller, actriz[80]
76. Annabella Sciorra, actriz[53]
77. Léa Seydoux, actriz[81]
78. Lauren Sivan, periodista[82]
79. Chelsea Skidmore, actriz y comediante[44]
80. Mira Sorvino, actriz[17]
81. Tara Subkoff, actriz[16]
82. Uma Thurman, actriz[83][84]
83. Paula Wachowiak, empleada de Weinstein[85]
84. Paula Williams, actriz[86]
85. Sean Young, actriz[87]

### Violación
Las mujeres que acusaron a Weinstein de violación incluyen:
1. Lysette Anthony le dijo a la policía británica que Weinstein la violó a fines de la década de 1980 en su casa de Londres.[88]
2. Asia Argento le dijo a The New Yorker que en 1997, Weinstein la invitó a una habitación de hotel, «le subió la falda, le separó las piernas y le practicó sexo oral mientras le decía repetidamente que se detuviera».[17]
3. Paz de la Huerta dijo que Weinstein la había violado en dos ocasiones distintas en noviembre y diciembre de 2010.[39]
4. Lucia Evans dijo que después de una reunión de negocios en 2004, Weinstein la obligó a practicarle sexo oral.[17]
5. Hope Exiner d'Amore, una exempleada de Weinstein, dijo que la violó durante un viaje de negocios a Nueva York a fines de la década de 1970.[34]
6. Mimi Haleyi afirmó que Weinstein le practicó sexo oral por la fuerza mientras estaba en su período en lo que parecía ser la habitación de un niño en su apartamento de la ciudad de Nueva York en 2006 cuando ella tenía 20 años.[89]
7. Dominique Huett afirmó que Weinstein le practicó sexo oral por la fuerza y luego realizó otro acto sexual delante de ella.[90]
8. Natassia Malthe dijo que en 2008, Weinstein irrumpió en su habitación de hotel de Londres por la noche y la violó.[63][91]
9. Rose McGowan escribió en Twitter que le dijo al jefe de Amazon Studios Roy Price que Weinstein la había violado, pero que Price ignoró esto y continuó colaborando con Weinstein.[92] Price luego renunció a su puesto después de acusaciones de acoso sexual en su contra.[93]
10. Annabella Sciorra dijo que a principios de la década de 1990, Weinstein entró a la fuerza en su departamento, la empujó sobre su cama y la violó.[53][94]
11. Una mujer no identificada le dijo a The New Yorker que Weinstein la invitó a una habitación de hotel con un pretexto, y «se forzó sobre [ella] sexualmente» a pesar de sus protestas.[17]
12. Una actriz no identificada le dijo a Los Angeles Times que en 2013, Weinstein «intimidó su camino» a su habitación de hotel, la agarró por el pelo, la arrastró al baño y la violó.[95]
13. Una actriz no identificada demandó a Weinstein por agresión sexual y lesión corporal, alegando que en 2016 la obligó a tener relaciones sexuales.[96]

## Respuestas de Weinstein
En respuesta al artículo del The New York Times, Weinstein dijo: «Aprecio que la forma en que me he comportado con colegas en el pasado haya causado mucho dolor, y sinceramente me disculpo por ello». Dijo que debía tomarse un año sabático y estaba trabajando con terapeutas para «abordar este problema de forma directa». Su abogada consultora, Lisa Bloom, lo describió como «un viejo dinosaurio aprendiendo nuevas formas». Bloom fue criticada por su manejo de la defensa de Weinstein y terminó su participación con Weinstein el 7 de octubre. A partir del 9 de octubre, Weinstein contrató a la compañía de relaciones públicas Sitrick and Company, que se especializa en relaciones públicas de crisis. El abogado de Weinstein, Charles Harder, dijo que su cliente estaría demandando a The New York Times, pero el 15 de octubre, Harder dejó de trabajar para Weinstein.
En respuesta al informe de The New Yorker, un portavoz de Weinstein declaró:

Cualquier alegación de sexo no consentido es negada inequívocamente por el Sr. Weinstein. El Sr. Weinstein también ha confirmado que nunca hubo actos de represalia contra ninguna mujer por negarse a sus avances … El Sr. Weinstein comenzó a recibir asesoramiento, ha escuchado a la comunidad y está buscando un mejor camino. El Sr. Weinstein espera que si logra el progreso suficiente, se le dará una segunda oportunidad.

Informes y acusaciones de violación subsiguientes también se encontraron con la respuesta de que «el Sr. Weinstein niega inequívocamente cualquier acusación de sexo no consensual».

## Respuesta legal

### Investigaciones penales
En octubre de 2017, el Departamento de Policía de Nueva York, la Policía Metropolitana de Londres y el Departamento de Policía de Los Ángeles dijeron que estaban revisando las acusaciones contra Weinstein.

#### Cargos en Nueva York
El 3 de noviembre de 2017, la policía dijo que estaban preparando una orden de arresto contra Weinstein por su presunta violación de Paz de la Huerta, una investigación aún pendiente en mayo de 2018 y sin relación con el posterior arresto de Weinstein.
El 25 de mayo de 2018, los fiscales de Nueva York acusaron a Weinstein de «violación, acto sexual criminal, abuso sexual y conducta sexual inapropiada por incidentes que involucraron a dos mujeres separadas». Después de entregarse a la policía, compareció ante el tribunal ante el juez Kevin McGrath. Weinstein fue liberado el mismo día con una fianza de $ 1 millón. Estuvo de acuerdo en entregar su pasaporte y usar un monitor de tobillo que lo limita a Connecticut y Nueva York. Su abogado Benjamin Brafman dijo que Weinstein tiene la intención de declararse inocente.
En julio de 2018, Weinstein fue acusado de un cargo adicional de «agresión sexual depredadora» contra una mujer a la que presuntamente obligó a tener sexo oral en 2006. El cargo tiene una sentencia máxima de cadena perpetua. El 11 de octubre de 2018, un juez desestimó uno de los cargos de agresión sexual. El 26 de abril de 2019, la fecha del juicio se estableció en 9 de septiembre de 2019. Sin embargo, el 26 de agosto de 2019, la fecha del juicio se retrasó hasta el 6 de enero de 2020.
El 24 de febrero de 2020, el jurado encontró a Weinstein culpable de violación en tercer grado y un acto sexual criminal, y no culpable de tres cargos, incluidos dos cargos más graves de agresión sexual predatoria.

#### Cargos en Los Ángeles
La investigación del Los Ángeles se refiere a una denuncia de violación por parte de una actriz no identificada.

#### Otros cargos
La investigación británica se refiere a denuncias hechas por siete mujeres sobre ataques entre los años 1980 y 2015, en Londres y fuera del Reino Unido.

### Demandas civiles
El 23 de octubre de 2017, el fiscal general de Nueva York Eric Schneiderman abrió una demanda civil sobre The Weinstein Company, emitiendo una citación para los registros relacionados con acoso sexual y quejas de discriminación en la compañía.

## Reacciones
Las acciones de Weinstein fueron ampliamente denunciadas por personas prominentes en el entretenimiento y la política y desencadenaron una discusión pública sobre, como la Academia de Artes y Ciencias Cinematográficas (AMPAS), que otorga los premios Óscar, lo puso, «ignorancia voluntaria y complicidad vergonzosa en el comportamiento sexual depredador y el acoso en el lugar de trabajo» en la industria cinematográfica.

### Asociaciones empresariales y profesionales
El 5 de octubre de 2017, Nita Chaudhary, cofundadora de la organización de defensa de las mujeres UltraViolet, pidió la expulsión inmediata de Weinstein de The Weinstein Company (TWC). El 8 de octubre de 2017, el consejo de administración de TWC despidió a Weinstein, y él renunció a la junta de la compañía nueve días después.
Después de que se anunciara la salida de Weinstein, varias compañías finalizaron sus colaboraciones con The Weinstein Company, incluyendo Apple (9 de octubre), Hachette (12 de octubre), Amazon.com (13 de octubre), Lexus y Ovation (25 de octubre). La Academia de Artes y Ciencias Cinematográficas, la Academia Británica de las Artes Cinematográficas y de la Televisión (BAFTA), el Sindicato de Productores de América (PGA) y la Academia de Artes y Ciencias de la Televisión (ATAS) también despojaron a Weinstein de sus membresías.

### Política
Políticos prominentes condenaron las acciones de Weinstein. Hillary Clinton, Barack Obama y Michelle Obama denunciaron el comportamiento denunciado de Weinstein el 10 de octubre. El presidente francés, Emmanuel Macron, inició la revocación del premio de la Legión de Honor de Weinstein. En el Reino Unido, los miembros del Partido Laborista del parlamento solicitaron la revocación de Comendador de la Orden del Imperio Británico honorario de Weinstein.
Varios políticos que Weinstein había apoyado donaron sus donaciones a organizaciones benéficas, incluidos los senadores demócratas Al Franken, Patrick Leahy y Martin Heinrich.

### Otros
La esposa de Weinstein, Georgina Chapman, anunció el 10 de octubre que se estaba divorciando de él.
También en octubre de 2017, la Universidad de Búfalo, alma mater de Weinstein, revocó su título honorífico, y la Universidad de Harvard rescindió la medalla W. E. B. Du Bois de Weinstein de 2014.

## Impacto
Las acusaciones de octubre de 2017 contra Weinstein precipitaron un «cálculo de cuentas nacional» inmediato contra el acoso y la agresión sexual en los Estados Unidos, conocido como el efecto Weinstein. Compuesto por otros casos de acoso sexual a principios de año, los informes de Weinstein y la subsiguiente campaña de hashtag «#MeToo», que alentó a las personas a compartir sus historias reprimidas de acoso sexual, crearon una serie de acusaciones en múltiples industrias que provocaron la rápida expulsión de muchos hombres en posiciones de poder tanto en los Estados Unidos como, a medida que se extendió, en todo el mundo. En la industria del entretenimiento, las acusaciones llevaron a la salida de actores y directores por igual. Más prominentemente, el actor Kevin Spacey, el comediante Louis C.K. y el cineasta Brett Ratner tuvieron proyectos cancelados después de al menos seis acusaciones cada uno. Más de 200 mujeres acusaron al cineasta James Toback de acoso sexual. En el periodismo, las acusaciones llevaron a los éxitos de editores, publicistas, ejecutivos y anfitriones. En otras industrias, el chef John Besh y otros ejecutivos de finanzas y relaciones públicas fueron removidos. Al 25 de noviembre de 2017, el Departamento de Policía de Los Ángeles estaba investigando 28 casos de delitos sexuales con figuras de los medios.
La campaña se extendió a otros países e idiomas a través de las redes sociales. Las acusaciones contra múltiples políticos británicos crearon un escándalo público y llevaron a la suspensión y dimisión de tres funcionarios. En Canadá, el fundador de un festival de comedia Gilbert Rozon renunció y más de una docena de personas acusaron a Éric Salvail, anfitrión de la radio de Quebec, de conducta sexual inapropiada.
La revista Time nombró a las «interruptoras del silencio» detrás del movimiento #MeToo persona del año en 2017. Periodistas estadounidenses conversando en NPR escribieron sobre la serie de acusaciones que parecen un punto de inflexión para el tratamiento social de la conducta sexual inapropiada, que se diferencian de los debates públicos previos de mala conducta sexual por la confianza pública en los acusadores de celebridades, a diferencia de casos anteriores de acusadores públicamente desconocidos. Otros periodistas dudaron de que la tendencia se mantuviera.